# قصر بوتا
يعتبر قصر البوتا واحدًا من مراكز الفنون والموسيقى الفنية الرئيسية في باكو. وتتكون من قاعتين للمناسبات ومواقف للسيارات تتسع لـ 800 سيارة. القاعة الأكبر هي مكان مصمم على طراز القوافل، قادرة على استيعاب حوالي 2000 زائر. تم تصميم القاعة الصغيرة للمؤتمرات والعروض ويمكنها استيعاب 400 زائر. حجم القاعة الأكبر هو 1,572 متر مربع (16,920 قدم مربع) والقاعة الصغيرة - 652 متر مربع (7,020 قدم مربع).

## أحداث

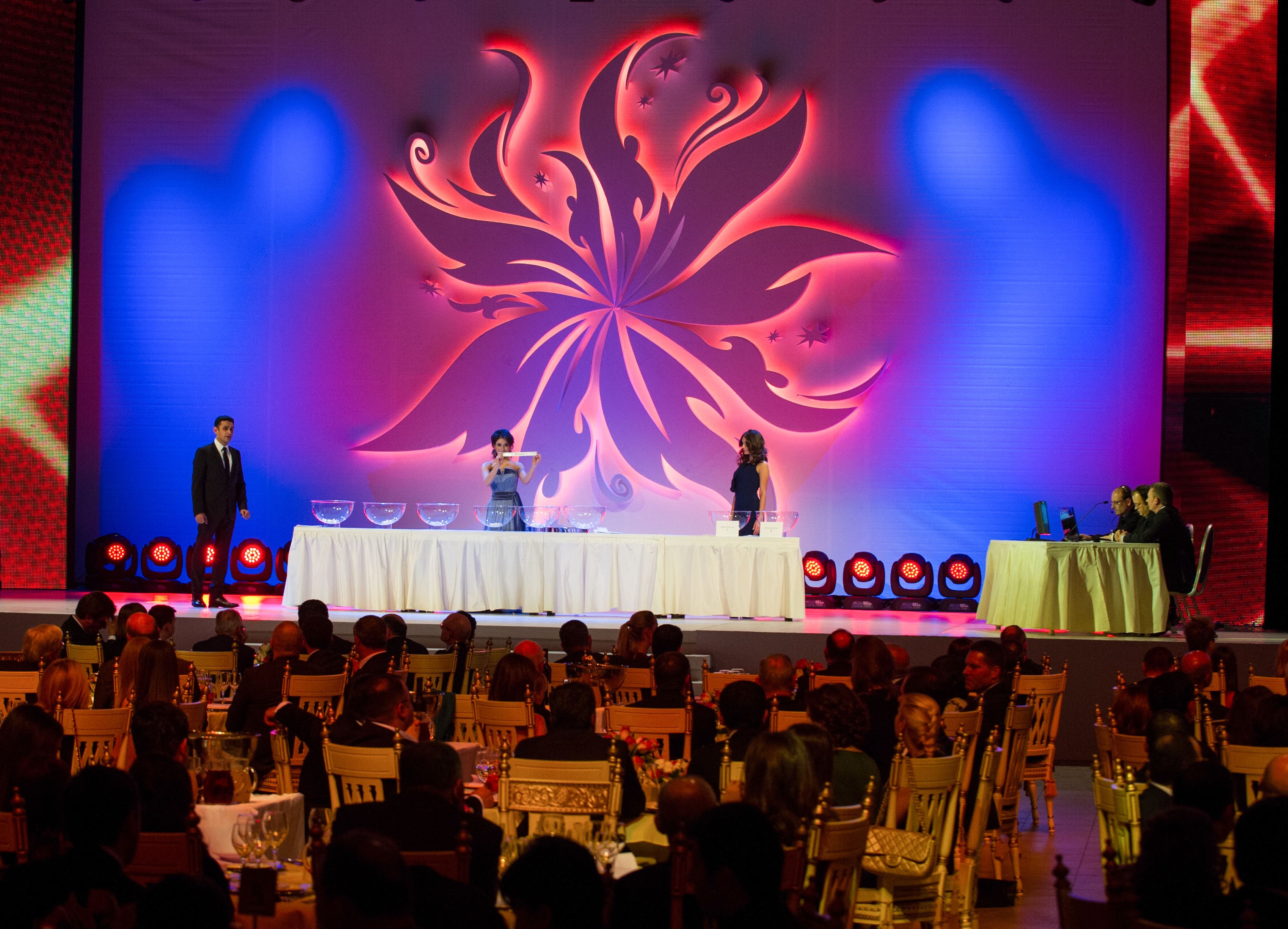
حفل توزيع نصف النهائي ل Eurovision 2012

استضاف قصر بوتا عددًا من الأحداث الهامة، بما في ذلك الدور نصف النهائي والنهائي لمهارات مسابقة الأغنية الأوروبية والعروض لفنانين مختلفين  بيتبول (مغني)، 50 سنت ،50 سنت، جي-يونيت،إيكون،  كريس ويليس، وآخرون).